# Finlândia nos Jogos Olímpicos de Verão de 1972
A Finlândia competiu nos Jogos Olímpicos de Verão de 1972, realizados em Munique, Alemanha Ocidental.